# Jette Kolding Kristensen
Jette Kolding Kristensen (født 29. januar 1965) er en Dansk Forsker og alment Praktiserende læge. Hun har været praktiserende læge siden 2006 sideløbende med en universitets karriere. Fra 2017 har hun været Professor i Almen medicin ved Center for Almen Medicin/Klinisk Institut, Aalborg Universitet. Jette Kolding Kristensen forsker i Identifikation, monitorering og håndtering af kroniske sygdomme som blandt andet Type-2 diabetes og thyreoidea-sygdomme. Derudover arbejder hun med kvalitetsudvikling, udvikling af kliniske vejledninger og registerforskning.

## Uddannelse
Kristensen bestod i Juni 1993 sin lægevidenskabelige embedseksamen fra Aarhus Universitet og opnåede i januar 2001 sin ph.d.-grad fra samme sted. I 2005 blev hun speciallæge i Almen Medicin.  

## Baggrund, karriere og videnskabelige bidrag
Jette Kolding Kristensen har igennem hele sin karrierer vekslet mellem kliniske ansættelser og ansættelse som hhv. seniorforsker (2002), adjunkt (2005) ved Institut for Almen Medicin/Folkesundhed, Aarhus Universitet. I 2006 fortsatte hun sin akademiske karriere som lektor på deltid på AU, sideløbende med at hun blev praktiserende læge. I marts 2017 tiltrådte hun sin nuværende stilling som professor ved Center for Almen Medicin/Klinisk Institut, Aalborg Universitet.

### Forskning
I sin forskning fokuserer Jette Kolding Kristensen på kroniske sygdomme som type-2 diabetes og stofskiftelidelser, kvalitetsudvikling samt registerforskning, hvilket har resulteret i over 50 publikationer. Hun er derudover forfatter af flere artikler (8),rapporter (2) og Guidelines (8), samt reviewer på flere tidsskrifter.
Dertil er hun leder af forskningsgruppen ’Kroniske Sygdomme og Medicin’ ved Center for Almen Medicin, som har til formål at fremme en bedre behandling af en række forskellige kroniske sygdomme.
Kristensen har blandt andet været formand for arbejdsgrupper, der dels har udarbejdede DSAMs thyreoidea vejledning, dels DSAMs Type-2 diabetes vejledningen. Arbejdets mål har været fokuseret på at præsentere viden, så den let kan benyttes i en travl hverdag i almen praksis. Kristensen arbejder ligeledes med udvikling af metoder og former for, hvordan man kan præsentere videnskabelig funderet og praktisk anvendelig viden i den kliniske hverdag.

### Undervisning
Jette Kolding Kristensen har omfattende undervisningserfaring inden for det almen medicinske felt, både præ- og postgraduat. Hun har derudover undervist på en lang række efteruddannelseskurser målrettet praktiserende læger, uddannelseslæger og praksispersonale. Hun er kursusansvarlig for den almen medicinske undervisning på den lægevidenskabelige kandidatuddannelse på Aalborg Universitet. Hendes ansættelse har blandt andet til formål at bidrage til fortsat udvikling af den almen medicinske undervisning på medicinstudiet på Aalborg Universitet. Fra 2011-2017 varetog hun den samme rolle på den lægevidenskabelige kandidatuddannelse på Aarhus Universitet.
Kristensen er redaktør på den danske lærebog ’Almen Medicin’ udgivet af Munksgaard (2014), der anbefales til både medicinuddannelsen, speciallægeuddannelsen i almen medicin og til brug i almen praksis. Derudover er hun redaktør på læge- patienthåndbogen, der er et elektronisk opslagsværke, der ligeledes anvendes i vid udstrækning af medicinstuderende og praktiserende læger, samt i høj grad af befolkningen.

### Udvalgs- og bestyrelsesposter
Jette Kolding Kristensen bestrider flere formands- og medlemsposter, heriblandt:
·       Formand for Host Organizing Comittee for Nordic Congres for General Practice 2019.
·       Formand for the National Advisory Forum for the Danish Diabetes Academy.
·       Formand for den nationale kliniske kvalitetsdatabase ”Dansk Voksen Diabetes Database”.
·       Medlem af DSAMs bestyrelse.
·       Medlem af Diabetesforeningens Forskningsråd.

## Referenceliste
1. ↑  Center for Almen Medicin ved Aalborg Universitet
2. 1 2  Jette Kolding Kristensen — Aalborg Universitets forskningsportal
3. ↑  Aalborg får ny professor i almen medicin - Dagens Medicin
4. 1 2  Jette Kolding Kristensen – Publikationer — Aalborg Universitets forskningsportal
5. ↑  https://www.almenmedicin.aau.dk/forskning/forskningsomraade3/ (Webside+ikke+længere+tilgængelig)
6. ↑  https://rn.dk/sundhed/til-sundhedsfaglige-og-samarbejdspartnere/forskning/forskning-nyhedsliste-rn/nyhed?id=58a762dd-87ab-4f3f-bfd8-7fc23edbf55f (Webside+ikke+længere+tilgængelig)
7. ↑  Almen medicin af Steinar Hunskår
8. ↑  https://www.sundhed.dk/borger/patienthaandbogen/om-patienthaandbogen/redaktoerer/
9. ↑  "Arkiveret kopi". Arkiveret fra originalen 3. oktober 2019. Hentet 14. februar 2020.
10. ↑  "Arkiveret kopi". Arkiveret fra originalen 11. juli 2020. Hentet 14. februar 2020.
11. ↑  "Arkiveret kopi". Arkiveret fra originalen 14. september 2018. Hentet 14. februar 2020.
12. ↑  Bestyrelsen
13. ↑  Diabetesforeningen | Diabetesrådet